# Burg Liebau
Die Burg Liebau ist die Ruine einer Spornburg auf einem flachen Felssporn am rechten Talhang der Elster. Sie liegt südwestlich des Ortsteils Liebau der Gemeinde Pöhl im Vogtlandkreis in Sachsen und etwa 2 km nördlich der Talsperre Pöhl.
Etwa 4–5 km nördlich liegt (auf der anderen Seite der Elster) die Burgruine Elsterberg.

## Geschichte
Ihre erste urkundliche Erwähnung der Burg fand 1327 als „castrum lubawe“. Im 14. Jahrhundert tauschte der Plauener Vogt Heinrich der Ältere u. a. die Burg mit den Wettinern und 1441 war die Burg im Besitz der Doelau (Dolen, Dolyn), von denen die Burg zwischen 1500 und 1550 schlossartig im Renaissancestil umgebaut wurde.
1640 wurde die Burg von schwedischen Söldnern geplündert und der Treppenturm in Brand gesetzt. Die Burg blieb mit ihrem letzten Besitzer Gottlob Christian von Doelau auf Ruppertsgruen und seiner Frau Sophia Christina geb. von der Planitz bis 1725 in deren Besitz, war dann bis 1742 im Besitz von Johanna Charlotte von Beust und verfiel danach.
1995 bis 1997 fanden in Zusammenarbeit mit dem Landesamt für Archäologie Sicherungsarbeiten statt. Die Burgruine ist heute ein Bodendenkmal.

## Anlage
Die Burganlage auf einem annähernd dreieckigen Plateau von 50 mal 30 Meter bestand vermutlich aus einem Wehr- und Wohnturm, dem Torturm und einer Umfassungsmauer mit Wehrgang, weiter geschützt durch zwei ca. 5 Meter breite und 2 Meter tiefe aus dem Felsen geschlagenen Abschnittsgräben. Die eigentliche Schlossruine hat die Ausmaße von 20 bis 25 Meter. Nach Osten war die Anlage von einem teilweise natürlichen 20 bis 25 Meter breiten und 5 bis 6 Meter tiefen Halsgraben mit Zugbrücke geschützt.

## Hinweise zum nahen Burgstall Alt-Liebau
300 Meter südlich des Ortes Liebau, am Südende des Rittergutsparkes, befindet sich eine abgegangene Burganlage auf einem nach NW ausgerichteten Bergsporn über der Weißen Elster. Gemachte Keramikfunde weisen diese Anlage als mittelalterlichen Burgstall aus. Zusammen mit Burgruine Liebau wurde Alt-Liebau am 15. Oktober 1959 unter Denkmalschutz gestellt.
Das trapezförmige Kernwerk von Alt-Liebau ist 18 × 10 m groß und hat davor einen 10 m breiten und 4 m tiefen Abschnittsgraben von SW über S nach SO verlaufend. Der Höhenunterschied zwischen Kernwerk und Grabensohle ist 2 bis 2,5 m. An der NO-Ecke des Kernwerkes liegen zwei natürliche Felsstufen tiefer als das Kernwerk über dem Steilhang.
Urkundliche Nennungen existieren zu Alt-Liebau nicht.